# 彎紋錦魚
彎紋錦魚，為輻鰭魚綱鱸形目隆頭魚亞目隆頭魚科的其中一種，分布於西印度洋的阿曼海域，棲息深度0-2公尺，體長可達18公分，棲息在沿海的潟湖、岩礁海域，生活習性不明。